# Прощай, малышка (фильм)
«Прощай, малышка» — кинофильм.

## Сюжет
Любовные треугольники часто возникают по самым неожиданным причинам, и фильм в очередной раз это доказывает. Эротическая драма о жизни двух супругов, Паоло и Сандры. Их совместная жизнь настолько неустоялась, что у обоих супругов появляются посторонние сексуальные партнёры. Пауло неудержимо тянет к шикарной Лизе в исполнении неотразимой Бригитты Нильсен, а Сандру влечёт к Марчелло. Фильм показывает непростые взаимоотношения этих двух женщин и двух мужчин, семейную жизнь, полную скандалов и обмана, ну и, конечно, главенствующий во всём секс.